# プランサー トナカイの贈り物
プランサー トナカイの贈り物（原題：Prancer）は1989年のアメリカ合衆国の映画作品。劇場公開時の題名は『プランサー』。

## あらすじ
8歳のジェシカは、母親を亡くし今は父のジョンと兄のスティーブと暮らしている。だが、父は経営している農場の不景気が原因で、ジェシカに冷たく当たっていた。ジェシカは学校からの帰り道で、大通りに吊るされていたトナカイの飾り物が落ちて壊れるのを目撃し、彼女は壊れたトナカイをプランサーであると言った。
ある日、ジェシカは友達のキャロルとソリで遊ぶが、その際マクファーランド夫人の家に咲いていた花をつぶしてしまう。家へ帰る途中、ジェシカは本物のトナカイに遭遇する。そのトナカイは傷を負っていて、大通りの飾りのことを思い出したジェシカは、このトナカイがプランサーだと確信し、周りに内緒で看病をはじめる。ジェシカは、ショッピングモールで出会ったサンタにプランサーを預かっていること、クリスマスイブにプランサーを本物のサンタに返すことを告げ、本物のサンタ宛てに手紙とプランサーの写真を手渡す。その後、ジェシカはマクファーランド夫人に花の件を謝り、プランサーの餌代を稼ぐために仕事が欲しいと話す。夫人は家の掃除を手伝うことを提案し、仕事をする中で夫人とジェシカは仲良くなる。
だが、ある日ジェシカがプランサーを看病していることが町中に知られてしまう。サンタへ渡した手紙と写真が新聞社の手に渡り、記事にされてしまったのだ。新聞を読んだジョンもプランサーのことに気づき、怒った彼は地元の肉屋にプランサーを売ってしまう。プランサーは肉屋で商売道具として檻に入れられていた。それを知って悲しんだジェシカは、ジョン宛に家出の手紙を書き残してプランサーを助けに家を出る。兄のスティーブも心配し、プランサーの救出に協力するも、うまくいかずジェシカはケガを負ってしまう。家ですっかり寝込んでしまったジェシカの姿を見たジョンは、農場のことばかり考えていて娘に構ってやれなかったことを反省し、二人は和解。ジョンはプランサーを買い戻し、森へ逃がそうと提案する。
そして町の人々が見守る中、ジェシカとジョンはプランサーを逃がしに森へと向かう。ジェシカが別れを告げると、プランサーは鈴の音と共に現れたサンタのソリに向かって飛んでいくのだった。

## キャスト
| 役名                                    | 俳優                       | 日本語吹替 | 日本語吹替   |
| 役名                                    | 俳優                       | VHS・LD版  | テレビ東京版 |
| --------------------------------------- | -------------------------- | ---------- | ------------ |
| ジェシカ・リッグス                      | レベッカ・ハレル           | 小島幸子   | 本名陽子     |
| ジョン・リッグス                        | サム・エリオット           | 津嘉山正種 | 堀勝之祐     |
| マクファーランド夫人                    | クロリス・リーチマン       | 鈴木みえ   | 京田尚子     |
| オレル・ベントン                        | エイブ・ヴィコダ           | 八奈見乗児 | 中庸助       |
| スチュワート/ショッピングモールのサンタ | マイケル・コンスタンティン | 緒方賢一   | 藤本譲       |
| サラ                                    | ルターニャ・アルダ         | 沢田敏子   | 駒塚由衣     |
| キャロル・ウェザービー                  | アリアナ・リチャーズ       | 坂本真綾   | 滝沢幸代     |
| スティーブ・リッグス                    | ジョン・ジョセフ・ドゥダ   |            | 八百坂圭祐   |
| ビリー・クイン                          | ジョニー・ガレッキ         | 増田裕生   |              |
| 少年                                    | ジェシー・ブラッドフォード |            |              |
| ハーブ・ドライアー                      | マーク・ロルストン         | 秋元羊介   | 田原アルノ   |

- テレビ東京版：初回放送1991年12月19日『木曜洋画劇場』